# بارك يون مي
بارك يون مي (الكورية: 박연미، من مواليد 4 أكتوبر 1993) هي ناشطة في مجال حقوق الإنسان ولكنها هربت من كوريا الشمالية إلى الصين في عام 2007م ثم استقرت في كوريا الجنوبية في عام 2009م؛ تنحدر من عائلة متعلمة وذات نفوذ سياسي كبير ساعد العائلة في العمل بالتجارة في السوق السوداء خلال الانهيار الاقتصادي في كوريا الشمالية في التسعينيات. واجهت يون مي وعائلتها الموت جوعاً بعد أن أُرسل والدها إلى مخيمات العمل كعقوبة له بسبب عمله في التهريب، مما جعلهم يهربون إلى الصين إلا أنهم وقعوا في قبضة المتاجرين في البشر قبل أن يستطيعوا الفرار إلى منغوليا؛ أما اليوم تعتبر بارك يون مي من المدافعين عن ضحايا الإتجار بالبشر في الصين كما أنها تعمل على تعزيز حقوق الإنسان في كوريا الشمالية والعالم أجمع.
حصلت بارك على مكانتها العالمية بعد خطابها الشهير في قمة «عالم شاب واحد» –One Young World- في عام 2014م، في دبلن، إيرلندا (وهي قمة سنوية تجمع الشباب من كل أنحاء العالم لتطوير حلول للمشاكل العالمية التي تواجه الشباب). من الجدير بالذكر أن الخطاب الذي ألقته في تلك القمة حول تجربة الهروب المروعة التي خاضتها حصل على مليونين مشاهدة على موقع يوتيوب ومواقع التواصل الاجتماعي خلال يومين فقط، أما اليوم فقد تجاوز الثمانين مليون مشاهدة. نُشر كتابها «من أجل أن نحيا: رحلة فتاة كورية شمالية نحو الحرية» - In Order to Live: A North Korean Girl's Journey to Freedom – في شهر أيلول في عام 2015م.
على أنَّ عدداً من خبراء دولة كوريا الشمالية يُشكّكون بمصداقية بارك يون مي.

## النشأة
ولدت بارك في الرابع من تشرين الأول من عام 1993م في هيسان، ريانجانج، كوريا الشمالية. كان والدها موظفاً حكومياً يعمل في مجلس مدينة هيسان كجزء من حزب العمال الحاكم، أما والدتها فكانت ممرضة للجيش الكوري الشمالي؛ لاحقاً أسس والدها تجارة تعتمد على تهريب المعادن في العاصمة بيونغ يانغ حيث استقر معظم أيام السنة في حين بقيت زوجته وابنته في هيسان؛ على الرغم من أن عائلتها كانت غنية وذات نفوذ كبير في كوريا الشمالية إلا أنها واجهت الموت جوعاً بعد سجن الوالد بسبب مشاركته غي أعمال غير قانونية؛ من الجدير بالذكر أيضاً أن لبارك أختاً أكبر منها تدعى إيونمي.

## الهروب من كوريا الشمالية
بدأت وجهة نظر بارك بالتغير تجاه العائلة الحاكمة في كوريا الشمالية بعد مشاهدتها لفيلم التايتنك على DVD مهرب، وتقول أن الفيلم ساعدها لتدرك الطبيعة الظالمة لحكومة كوريا الشمالية كما أنه علّمها المعنى الحقيقي للحب وعرّفها على طعم الحرية.
عندما تم لم شمل العائلة شجع والد بارك عائلته على الهرب من كوريا الشمالية إلى الصين، لكن لسوء الحظ هربت شقيقة بارك الكبرى إيونمي في وقت مبكر بدون إخطار عائلتها لذلك خشيت بارك والعائلة من أن تتم معاقبتهم على هروب إيونمي لذلك فروا إلى الصين بمساعدة بعض المهربين الذين ينقلون الأشخاص من كوريا الشمالية إلى الصين؛ لاحقاً قام المبشرون المسيحيون الكوريون والصينيون بمساعدة العائلة على الانتقال إلى منغوليا، ومن ثم سهل الدبلوماسيون في كوريا الجنوبية انتقال العائلة إلى سيئول حيث اختتمت هذه الرحلة المؤلمة في عام 2009م.

### الصين
هربت بارك والدتها من كوريا الشمالية وعبرتا الحدود إلى الصين في 30 آذار من عام 2007م بمساعدة مهربي البشر، عبرت بارك وأمها نهراً متجمداً وثلاثة جبال للوصول إلى الحدود الصينية، كان والد بارك مريضاً بسرطان القولون فبقي في كوريا الشمالية خوفاً من أن يبطئ عملية الهروب، بعد عبور الحدود الصينية توجهت بارك وأمها إلى مقاطعة جيلين الصينية من أجل البحث عن إيونمي وعندما فشلا في ذلك اعتقدتا أنها ماتت.
هدد أحد المتاجرين بالبشر بالإبلاغ عن بارك ووالدتها إن لم يمارس الجنس مع بارك لكن بسبب خوف والدة بارك على طفلتها عرضت هي نفسها على المتاجرين، ولاحقاً أرسلت بارك رسالة لوالدها من أجل التحضير لتهريبه إلى الصين حيث اكتشف هناك أنه مصاب بسرطان القولون غير القابل للعلاج.في عام 2008م بينما كانت الأسرة تعيش في الخفاء، توفي والد بارك عن عمر يناهز 45 عاماً، ولم تتمكن الأسرة من إقامة عزاء مناسب خوفاً من أن يتم اكتشافهم من قبل السلطات الصينية، وتم دفن الأب في جبل قريب وقد قالت بارك إثر هذه الحادثة: «لم يكن هناك جنازة، لاشيء. لم أستطع حتى أن أفعل ذلك من أجل والدي. لم أتمكن من الاتصال بأي أحد لأخبرهم أن والدي توفي».
عثرت بارك ووالدتها على مأوى مسيحي يقوم عليه مبشرون صينيون وكوريون جنوبيون في مدينة تشينغداو الساحلية في الصين، وبمساعدة المبشرين وبسبب كثرة السكان الكوريين في المدينة تمكنت بارك ووالدتها من الإفلات من انتباه السلطات الصينية لتفرا معاً إلى كوريا الجنوبية عبر منغوليا.

### منغوليا
في شباط 2009م، بعد تلقي المساعدات من نشطاء حقوق الإنسان والمبشرين المسيحيين، سافرت بارك ووالدتها إلى منغوليا لطلب اللجوء من الدبلوماسيين الكوريين الجنوبيين الذين كانوا يسافرون عبر صحراء غوبي.
عندما وصلوا إلى الحدود المنغولية أوقفهم الحراس وهددوهما بترحيلهما إلى الصين، وقالت بارك أنها في هذه المرحلة تعاهدت مع أمها على قتل نفسيهما بسكاكينهما الخاصة إن عادتا إلى الصين وقالت أيضاً «ظننت أنها نهاية حياتي، كنا نقول وداعاً لبعضنا البعض». وبسبب هذه الأفعال اقتنع الحراس بإدخالهما إلى الحدود لكنهما وُضعتا رهن الاعتقال وتم احتجازهما في مركز احتجاز في أولانباتار –عاصمة منغوليا-؛ في 1 نيسان من عام 2009م تم إرسال بارك ووالدتها إلى مطار جنكيز خان في أولان باتور لنقلهم إلى سيئول، شعرت بارك أنها حرة للمرة الأولى منذ زمن طويل.

### كوريا الجنوبية
في البداية واجهت بارك ووالدتها صعوبة في التكيف مع حياتهما الجديدة في كوريا الجنوبية، لكنهما نجحتا في العثور على عمل كمساعدتين في المتاجر ونادلتين؛ واصلت بارك تعليمها في جامعة دونجونك في سيئول، وفي نيسان 2014م أبلغت المخابرات الكورية الجنوبية بارك أن شقيقتها هربت إلى كوريا الجنوبية عبر الصين وتايلاند، وفي نهاية المطاف تم لم شمل الشقيقتان مع والدتهما.

### الولايات المتحدة الأمريكية
انتقلت بارك إلى مدينة نيويورك في عام 2014م لإكمال كتابها أثناء توسيع عملها كناشطة في مجال حقوق الإنسان، ودرست بعض الفصول الدراسية في كلية بارنارد ثم تقدمت بطلب التحاق بكلية الدراسات العامة بجامعة كولومبيا بدءاً من العام الدراسي في خريف 2016م وهي تتابع حالياً دراستها للحصول على بكالوريوس في الاقتصاد.

## النشاطات وردود الفعل
منذ أن هربت، كتبت بارك وتحدثت علناً عن حياتها في كوريا الشمالية كما كتبت لصحيفة واشنطن بوست (بالإنجليزية: Washington Post)‏ كما أجرت صحيفة ذا غارديان (بالإنجليزية: The Guardian)‏ مقابلة معها بهذا الخصوص، تعتبر بارك من المتطوعين في البرامج الناشطة بمجال حقوق الإنسان مثل مؤسسة مصنع الحرية وهو مركز أبحاث لتطوير الأفكار المجتمعية في كوريا الجنوبية، كما أصبحت عضواً في -LiNK- (الحرية في كوريا الجنوبية) - Liberty in North Korea – وهي منظمة غير ربحية تعمل على إنقاذ اللاجئين الكوريين الشماليين المختبئين في الصين وإعادة توطينهم في كوريا الجنوبية والولايات المتحدة الأمريكية.
في الفترة الممتدة من 12 إلى 15 حزيران 2014م حضرت بارك قمة لينك -LiNK- في جامعة - Pepperdine - في ماليبو، كاليفورنيا، حيث عملت –بالتعاون مع عدة ناشطين كوريين مثل جو يانغ (Joo Yang) وسيونغمين لي (Seongmin Lee)- على شرح ظروف الحياة في كوريا الشمالية للمشاركين بالإضافة إلى شرح طرق مساعدة اللاجئين.
شاركت بارك أيضاً في حملة لينك - The Jangmadang (장마당) -؛ وكانت بارك صريحة جداً في انتقاد نظام الحكم الكوري الشمالي حتى في مجال السياحة حيث كانت تقول أنه على الزوار الانحناء أمام تماثيل كيم جونغ إيل وكيم إيل سونغ.
تم اختيارها لتكون واحدة من الـ 100 امرأة في بي بي سي -BBC- لعام 2014م، كما أنها عضو في مجموعة هيلينا، بالإضافة إلى أن برنامج تيد إكس الشهير -TEDx- تناول قصة هروب بارك في أكثر من حلقة وفي عدة أحداث عالمية.
عملت أيضاً بارك كمضيفة ومحاورة مشاركة مع كايسي لارتيج - Casey Lartigue – في برنامج حواري يدعى بودكاست كوريا الشمالية اليوم، يناقش البودكاست مواضيع كوريا الشمالية وحياة اللاجئين بعد هروبهم؛ تطوعت بارك لهذا العمل لجعل العالم يدرك القمع الذي يتعرض له شعب كوريا الشمالية.
أعلنت بارك زواجها في 1 كانون الثاني 2017م من خلال مواقع التواصل الاجتماعي وتزوجت من إزيكييل وأنجبت منه ولد في آذار 2018م.

## المعتقدات
تعتقد بارك أن هناك إمكانيات إيجابية وسلبية لإعادة توحيد الكوريتين، كما أنها تعتقد أنه لا يوجد كوريون شماليون وكوريون جنوبيون في كوريا وإنما فقط كوريون.
تعتقد بارك أن التغيير قد يحدث في كوريا الشمالية طالما أنها هي والمنشقون الكوريون الآخرون مستمرون في الدفاع عن حقوق الإنسان في كوريا الشمالية؛ وفقاً لمجلة - National Review – فإن بارك تفترض أن النظام سيتكيف في كوريا الشمالية مع متطلبات الشعب تماماً كما حدث مع الشيوعيين الصينيين والشيوعيين الفيتناميين، وهذا من شأنه أن يسمح للشيوعيين الكوريين الشماليين بالثبات على مواقفهم لمدة غير محددة من الزمن، وبالتالي سيضطر الزعيم الكوري الشمالي عندها أن يركز على شعبه أكثر مما سيخلق أبواباً واسعة من الانفتاح على العالم.
كما أن السوق السوداء ستتحول لسوق متطور يحسن من الوضع المجتمعي في البلاد وقد يوفر وصول أوسع إلى وسائل الإعلام العالمية، بحسب تعبير بارك.
وتقول بارك أيضاً:«إذا عدت إلى كوريا الشمالية يوماً ما بعد إصلاحها، سأكون بقمة سعادتي للقاء زملائي وأصدقائي في الوقت الذي سنكون نحاول فيه جلب الثروة والحرية للأشخاص الذين عانوا من الفقر في ظل حكم عائلة كيم».
تقول بارك أيضاً أن كيم جونغ أون قائد قاسٍ بسبب استمراره في إساءة معاملة شعبه، كما قالت: «إنه مجرم، إنه يقتل الناس هناك، بعد أن حصل على السلطة قتل 80 شخصاً في يوم واحد لأسباب تافهة مثل مشاهدة فيلم أو قراءة الإنجيل، هذا الشاب قاسٍ جداً، لقد أمر بإطلاق النار على كل من يحاول الخروج من البلاد».
في ظهور جديد لبارك على الإنترنت قالت أن وجود بعض التناقضات في أقوالها يعود إلى محدودية معرفتها باللغة الإنكليزية بالإضافة إلى بعض التشويش الذي تعاني منه حول ذكريات طفولتها.